# بيل مور (سياسي)
بيل مور (بالإنجليزية: William Matthew Moore)‏ هو سياسي أسترالي، ولد في 11 سبتمبر 1897 في أستراليا، وتوفي في 3 فبراير 1976 في بريزبان في أستراليا. حزبياً، نشط في Queensland Labor Party (1957–1978) ‏. وقد انتخب عضو المجلس التشريعي ولاية كوينزلاند.